# Norops johnmeyeri
Norops johnmeyeri este o specie de șopârle din genul Norops, familia Polychrotidae, descrisă de William M. Wilson și Mccranie în anul 1982. Conform Catalogue of Life specia Norops johnmeyeri nu are subspecii cunoscute.